# ちょっとブレイクタイム
ちょっとブレイクタイムは、1984年10月6日からミヤギテレビで毎週土曜の昼前に放送されている生活情報番組。

## 概要
毎回新商品の紹介やキャンペーン情報、季節のレジャー情報、ミヤギテレビのイベント・番組紹介といったさまざまな情報を放送しており、紹介した各社からはさまざまなプレゼントがある。
2009年で放送25周年を迎え、2025年現在ミヤギテレビで一番の長寿番組である。
2010年4月からのMCはミヤギテレビアナウンサーの加藤智也と、フリーアナウンサーで楽天川岸強選手の妻・高山香織が担当していたが、高山は産前休暇に入るため12月末を以って降板。2011年1月からはローカルタレントの松井実那子が新MCとして出演していた。その後、2016年10月からミヤギテレビアナウンサーの松原稜典と、ローカルタレントで元楽天梅津智弘選手の妻・若林翔子が担当している。
放送開始時間は11:40からだったが、2006年4月から『NNNニュースダッシュ（現在のNNNストレイトニュース）』の放送時間が5分繰り上がったため、本番組も放送開始が5分繰り上げ拡大された。
通常放送前日の2011年3月11日に発生した「東北地方太平洋沖地震（東日本大震災）」により震災前の3月5日放送分を最後に放送を休止していたが、5月14日にスタジオセットのリニューアルした上で放送を再開した。

## 放送時間の変遷
1984年10月6日 - 2006年3月25日
- 土曜 11:40 - 12:00（20分、JST）

2006年4月1日 - 2014年3月29日
- 土曜 11:35 - 12:00（25分、JST）

2014年4月5日 -  現在
- 土曜 11:35 - 11:55（20分、JST）

## 出演者
- 岡崎大知（ミヤギテレビアナウンサー、2024年4月6日 - 現在）
- 若林翔子（2016年10月1日 - 現在）

## 過去の出演者
- 吾妻秀謙（当時ミヤギテレビアナウンサー、2005年4月 - 2010年3月）
- 伊藤拓（ミヤギテレビアナウンサー）
- 外賀幸一（ミヤギテレビアナウンサー）
- 加藤智也（当時ミヤギテレビアナウンサー、2010年4月3日 - 2016年9月）
- 松原稜典（当時ミヤギテレビアナウンサー、2016年10月1日 - 2020年3月28日）
- 中西涼（ミヤギテレビアナウンサー、2020年4月4日 - 2024年3月30日）

- わたなべゆりえ
- 荒木真理子（当時ミヤギテレビアナウンサー）
- 佐藤育美（ - 2005年3月）
- サトウミカ（ - 2006年9月）
- 藤村由紀子（当時ミヤギテレビアナウンサー、2006年10月 - 2008年9月）
- 武田玲子（ミヤギテレビアナウンサー、2008年10月 - 2010年3月）
- 高山香織（2010年4月 - 2010年12月）
- 松井実那子（2011年1月8日 - 2016年9月）